# 阿格尼维夏
阿格尼维夏（梵語：अग्निवेश, Agniveśa），或译阿格尼吠沙，印度传说中的仙人，仙人阿特里雅的学生，被普遍认为是最早的阿育吠陀作家之一。 失传的《阿格尼维夏本集》就是基于阿特里雅的教导下写成的，是早期六个阿育吠陀学派（阿格尼维夏、Bhela、Jatūkarna、波罗奢罗、Hārīta与Kshārapāni）之一的阿格尼维夏学派的基础文本。
该文本在《遮罗迦本集》中被提及：“阿格尼维夏编写的坦陀罗由遮罗迦进行编辑。”（agniveśakṛte tantre  carakapratisaṃskṛte）

## 脚注
1. ↑  Dowson, John. . Calcutta: Rupa & Co. 1984: 8 [1879].